# Michalis Konstantinou
Michalis Konstantinou (Grieks: Μιχάλης Κωνσταντίνου) (Paralimni, 19 februari 1978) is een Cypriotische ex-voetballer. Hij is een van de meest succesvolle voetballers ooit afkomstig van het mediterrane eiland. Konstantinou was een spits die zijn voetbalcarrière begon in zijn geboortestad, Paralimni. Daar speelde hij bij Enosis Neon Paralimni. In 2013 besloot Konstantinou zijn voetbalschoenen aan de wilgen te hangen.

## Enosis Neon Paralimni
In het seizoen 1993/1994 mocht Michalis Konstantinou zich voor het eerst melden bij het eerste elftal van Enosis Neon Paralimni. De club speelde destijds in de middenmoot van de A Divizion. Alhoewel hij dat seizoen al zijn debuut maakte voor Paralimni, was zijn meest succesvolle seizoen voor de Cypriotische club 1996/1997. Toen scoorde hij namelijk zeventien doelpunten in 25 wedstrijden. Zodoende werd hij de topscoorder van de Cypriotische competitie. Zijn goede productie bleef niet onopgemerkt. Voor aanvang van het seizoen 1997/1998 werd hij overgenomen door een Griekse club. Voor Enosis Neon Paralimni scoorde Michalis Konstantinou in totaal 31 doelpunten. Daar had hij 68 competitiewedstrijden voor nodig.

## Iraklis Thessaloniki
In de zomer van 1997 maakte Michalis Konstantinou de overstap van Enosis Neon Paralimni naar het Griekse Iraklis Thessaloniki. Daar kwam hij onder anderen samen te spelen met voetballers als Andreas Reinke, Ivan Jovanović en Efstathios Tavlaridis. Met Iraklis maakte Michalis Konstantinou zijn debuut in het Europese voetbal. Met de club wist hij zich namelijk te plaatsen voor de UEFA Cup van het seizoen 2000/2001, waarin hij zijn debuut maakte tegen het Franse FC Gueugnon. Uiteindelijk werd hij met Iraklis uitgeschakeld door het Duitse 1. FC Kaiserslautern, met slechts één doelpunt verschil. Net als in de Cypriotische competitie was Konstantinou ook bij Iraklis erg trefzeker. In de 119 wedstrijden die hij speelde voor de club, scoorde hij 61 keer. Daar had hij ook de transfer naar een Griekse topclub aan te danken, die hij in de zomer van 2001 verdiende.

## Panathinaikos
Voor aanvang van het seizoen 2001/2002 werd Michalis Konstantinou als een van de nieuwe aanwinsten gepresenteerd van Panathinaikos. Het was echter geen goedkope aanwinst voor de club uit Athene. Ze moest 11.3 miljoen euro betalen aan Iraklis en daarnaast drie spelers afstaan aan Iraklis Thessaloniki. Zodoende werd hij de duurste Cypriotische speler ooit, ondanks dat er veel critici waren die zich afvroegen of de transfer verstandig was. Met Panathinaikos maakte Konstantinou zijn debuut in het belangrijkste bekertoernooi van Europa, de UEFA Champions League. Met Panathinaikos wist hij indruk te maken. Dat seizoen scoorde hij zes keer in de Champions League, onder andere de 0-1 in de terugwedstrijd van de kwartfinale tegen FC Barcelona. De kans was toen zeer groot dat hij zich met Panathinaikos voor de halve finale zou plaatsen, want Barcelona zou drie keer moeten scoren. De Catalanen deden dit echter ook, waardoor de Grieken uitgeschakeld werden. Door blessures kon Konstantinou nooit helemaal goed uit de verf komen bij de club uit Athene. Toch wist hij in de 94 competitiewedstrijden die hij speelde, 34 keer te scoren. Na het seizoen 2004/2005 maakte hij echter de overstap naar een van de grootste rivalen van Panathinaikos, nadat zijn bij De Groenen niet werd verlengd.

## Olympiakos en terugkeer bij Iraklis
Op 14 juli 2005 tekende Michalis Konstantinou een contract bij Olympiakos Piraeus, waardoor hij bij een grote rivaal van zijn vorige club, Panathinaikos, kwam te spelen. Met Olympiakos won hij meteen in zijn eerste seizoen bij de club, 2005/2006, de dubbel. Zowel het landskampioenschap als de beker werden namelijk veroverd. Voor Olympiakos scoorde Konstantinou belangrijke doelpunten tegen rivalen AEK Athene en Panathinaikos. Door blessures verloor hij echter zijn basisplaats in het seizoen 2007/2008 aan de Serviër Darko Kovačević. Dit was tevens zijn laatste seizoen bij de club. Voor Olympiakos speelde hij 42 competitiewedstrijden. Daarin scoorde de Cypriotische aanvaller elf keer.
Ondanks dat er veel speculaties waren dat Michalis Konstantinou de overstap zou maken naar clubs als West Ham United, Norwich City en Queens Park Rangers, besloot de Cyprioot uiteindelijk terug te keren naar de eerste club waar hij kwam te spelen in Griekenland, Iraklis Thessaloniki. Na een half jaar vertrok hij echter alweer bij Iraklis, waardoor hij tot slechts dertien wedstrijden kwam tijdens zijn tweede periode bij de club. Daarin scoorde hij drie keer.

## AC Omonia
In de winterstop van het seizoen 2008/2009 maakte Michalis Konstantinou de overstap van Iraklis Saloniki naar AC Omonia. Daar speelt hij tegenwoordig nog steeds en is een van de grote helden van de fans. Bij Omonia kwam hij onder andere samen te spelen met Maciej Zurawski en Christos Patsatzoglou. Voor de club was hij in de voorrondes van de Europa League van het seizoen 2009/2010 erg belangrijk voor de club. Hij scoorde drie keer tegen HB uit de Faeröer. Tegen SC Vaslui uit Roemenië wist hij met Omonia echter niet opnieuw te stunten.

## Interlandcarrière
Vanwege zijn goede prestaties in de Griekse competitie, mocht Michalis Konstantinou zich in 1998 voor het eerst melden bij het nationale elftal van Cyprus. Zijn debuut maakte hij in augustus van dat jaar tegen zijn collega's van Albanië. Al snel groeide hij uit tot een van de belangrijkste spelers van het team, samen met de andere aanvaller, Ioannis Okkas. Ondanks dat hij voor een klein voetballand speelt, heeft Konstantinou tot nu toch al 25 keer weten te scoren voor Cyprus. Daardoor is hij nu al de meest trefzekere speler ooit die het shirt van Cyprus mocht dragen. Zijn eerste goal voor zijn vaderland scoorde hij in 1999 tegen San Marino. In 2012 nam hij afscheid van het voetbalelftal.

## Erelijst
- Topscorer A Divizion: 1997 (EN Paralimni)
- Super League Griekenland: 2004 (Panathinaikos), 2006, 2007, 2008 (Olympiakos)
- Beker van Griekenland: 2004 (Panathinaikos), 2006, 2008 (Olympiakos)
- Griekse Supercup: 2007 (Olympiakos)

## Bron
1. ↑  http://www.rsssf.com/miscellaneous/cyp-recintlp.html